# Carabaña
Carabaña és un municipi de la Comunitat Autònoma de Madrid, als marges del riu Tajuña. Limita amb els municipis d'Orusco de Tajuña, Valdaracete i Valdilecha.
Carabaña és coneguda pel seu famós Oli d'Oliva Verge Extra Vega Carabaña i per les seves famoses aigües purgants. La seua font es troba al cerro de Cabeza Gorda.